# (1867) Deiphobus
(1867) Deiphobus – planetoida z grupy trojańczyków okrążająca Słońce w ciągu 11,63 lat w średniej odległości 5,13 j.a. Odkryta 3 marca 1971 roku. Nazwa planetoidy pochodzi od Deifobosa, uczestnika wojny trojańskiej.